# Armstrong Whitworth Albemarle
De Armstrong Whitworth A.W.41 Albemarle  is een Brits militair vliegtuig uit de Tweede Wereldoorlog. Het toestel werd aanvankelijk door Bristol ontworpen als middelzware bommenwerper, vervolgens werd het door Armstrong Whitworth verder ontwikkeld tot een verkenningsbommenwerper. Nadat er meer dan veertig toestellen waren gebouwd, besloot men de rol van het vliegtuig te veranderen. De Albemarle werd vanaf dat moment ingezet als transportvliegtuig en sleepvliegtuig. Er zijn ongeveer 600 Albemarles gebouwd. De Albemarle werd ingezet bij de invasie van Sicilië in juli 1943, tijdens  D-day en nam deel aan de landingen bij Arnhem (Market Garden) in september 1944.